# Micreubrianax siamensis
Micreubrianax siamensis là một loài bọ cánh cứng trong họ Psephenidae. Loài này được Jeng & Yang năm Jeng, Jäch & Yang miêu tả khoa học đầu tiên năm 2006.